# Championnats d'Europe de patinage artistique 2015
Navigation
Édition précédente Édition suivante
Les championnats d'Europe de patinage artistique 2015 ont lieu du 26 janvier au 1er février 2015 à l'Ericsson Globe de Stockholm en Suède. C'est la septième fois que le pays scandinave accueille les championnats européens de patinage artistique après les éditions de 1898, 1912, 1968, 1972, 1980 et 1985.

## Qualifications
Les patineurs sont éligibles à l'épreuve s'ils représentent une nation européenne membre de l'Union internationale de patinage (International Skating Union en anglais) et s'ils ont atteint l'âge de 15 ans avant le 1er juillet 2014 dans leur pays de naissance. La compétition correspondante pour les patineurs non européens est le championnat des Quatre Continents 2015. Les fédérations nationales sélectionnent leurs patineurs en fonction de leurs propres critères, mais l'Union internationale de patinage exige un score minimum d'éléments techniques (Technical Elements Score en anglais) lors d'une compétition internationale avant les championnats d'Europe.

### Score minimum d'éléments techniques
L'Union internationale de patinage stipule que les notes minimales doivent être obtenues lors d'une compétition internationale senior reconnue par elle-même au cours de la saison en cours ou précédente.
| Score minimum d'éléments techniques                                                         | Score minimum d'éléments techniques | Score minimum d'éléments techniques |
| Discipline                                                                                  | Programme court                     | Programme libre                     |
| Messieurs                                                                                   | 25.00                               | 45.00                               |
| Dames                                                                                       | 20.00                               | 36.00                               |
| Couples                                                                                     | 20.00                               | 36.00                               |
| Danse sur glace                                                                             | 19.00                               | 29.00                               |
| ------------------------------------------------------------------------------------------- | ----------------------------------- | ----------------------------------- |
| Les scores des programmes courts et libres peuvent être obtenus à différentes compétitions. |                                     |                                     |

### Nombre d'inscriptions par discipline
Sur la base des résultats des championnats d'Europe 2014, l'Union internationale de patinage autorise chaque pays à avoir de une à trois inscriptions par discipline.
| Entrées                                                           | Messieurs                                | Dames                                  | Couples                                     | Danse sur glace                                           |
| ----------------------------------------------------------------- | ---------------------------------------- | -------------------------------------- | ------------------------------------------- | --------------------------------------------------------- |
| 3                                                                 | Russie Tchéquie                          | Russie Italie                          | Russie Italie                               | Italie Russie                                             |
| 2                                                                 | Espagne Allemagne France Belgique Israël | France Estonie Allemagne Suède Géorgie | France Allemagne Israël Estonie Royaume-Uni | Royaume-Uni Azerbaïdjan Allemagne Lituanie France Espagne |
| Si non répertorié ci-dessus, une seule inscription est autorisée. |                                          |                                        |                                             |                                                           |

## Podiums
| Épreuves                            | Or                                      | Argent                         | Bronze                              |
| ----------------------------------- | --------------------------------------- | ------------------------------ | ----------------------------------- |
| Messieurs résultats détaillés       | Javier Fernández                        | Maksim Kovtun                  | Sergey Voronov                      |
| Dames résultats détaillés           | Elizaveta Tuktamysheva                  | Elena Radionova                | Anna Pogorilaya                     |
| Couples résultats détaillés         | Yuko Kavaguti / Alexandre Smirnov       | Ksenia Stolbova / Fedor Klimov | Evgenia Tarasova / Vladimir Morozov |
| Danse sur glace résultats détaillés | Gabriella Papadakis / Guillaume Cizeron | Anna Cappellini / Luca Lanotte | Aleksandra Stepanova / Ivan Bukin   |

## Tableau des médailles
| Rang  | Nation  | Or | Argent | Bronze | Total |
| ----- | ------- | -- | ------ | ------ | ----- |
| 1     | Russie  | 2  | 3      | 4      | 9     |
| 2     | Espagne | 1  | 0      | 0      | 1     |
| 2     | France  | 1  | 0      | 0      | 1     |
| 4     | Italie  | 0  | 1      | 0      | 1     |
| Total | Total   | 4  | 4      | 4      | 12    |

## Détails des compétitions

### Messieurs
| 1                                           | Javier Fernandez   | Espagne     | 262.49 | 1  | 89.24 | 1  | 173.25 |
| 2                                           | Maksim Kovtun      | Russie      | 235.68 | 4  | 78.21 | 2  | 157.47 |
| 3                                           | Sergey Voronov     | Russie      | 233.05 | 2  | 81.06 | 3  | 151.99 |
| 4                                           | Alexei Bychenko    | Israël      | 220.22 | 7  | 73.63 | 4  | 146.59 |
| 5                                           | Michal Brezina     | Tchéquie    | 220.11 | 3  | 80.86 | 7  | 139.25 |
| 6                                           | Peter Liebers      | Allemagne   | 213.57 | 5  | 75.48 | 8  | 138.09 |
| 7                                           | Adian Pitkeev      | Russie      | 210.87 | 9  | 69.78 | 6  | 141.09 |
| 8                                           | Ivan Righini       | Italie      | 210.75 | 11 | 67.45 | 5  | 143.30 |
| 9                                           | Florent Amodio     | France      | 210.11 | 6  | 74.06 | 10 | 136.05 |
| 10                                          | Daniel Samohin     | Israël      | 209.93 | 8  | 72.65 | 9  | 137.28 |
| 11                                          | Alexander Majorov  | Suède       | 202.57 | 10 | 68.10 | 11 | 134.47 |
| 12                                          | Petr Coufal        | Tchéquie    | 187.82 | 16 | 57.47 | 12 | 130.35 |
| 13                                          | Franz Streubel     | Allemagne   | 186.18 | 13 | 64.45 | 13 | 121.73 |
| 14                                          | Javier Raya        | Espagne     | 173.70 | 21 | 53.80 | 14 | 119.90 |
| 15                                          | Phillip Harris     | Royaume-Uni | 173.67 | 12 | 65.16 | 17 | 108.51 |
| 16                                          | Yaroslav Paniot    | Ukraine     | 171.24 | 14 | 63.25 | 18 | 107.99 |
| 17                                          | Pavel Kaska        | Tchéquie    | 166.06 | 17 | 56.83 | 15 | 109.23 |
| 18                                          | Valtter Virtanen   | Finlande    | 164.80 | 15 | 58.31 | 19 | 106.49 |
| 19                                          | Justus Strid       | Danemark    | 162.05 | 22 | 53.28 | 16 | 108.77 |
| 20                                          | Patrick Myzyk      | Pologne     | 159.73 | 18 | 56.12 | 20 | 103.61 |
| 21                                          | Pavel Ignatenko    | Biélorussie | 156.41 | 19 | 55.79 | 21 | 100.62 |
| 22                                          | Sondre Oddvoll Boe | Norvège     | 155.27 | 20 | 55.73 | 22 | 99.54  |
| 23                                          | Larry Lapoulover   | Azerbaïdjan | 139.29 | 23 | 51.01 | 23 | 88.28  |
| Abandon                                     | Chafik Besseghier  | France      |        | 24 | 49.61 |    |        |
| Patineurs éliminés après le programme court |                    |             |        |    |       |    |        |
| 25                                          | Slavik Hayrapetyan | Arménie     |        | 25 | 48.93 | NC | NC     |
| 26                                          | Stéphane Walker    | Suisse      |        | 26 | 48.86 | NC | NC     |
| 27                                          | Engin Ali Artan    | Turquie     |        | 27 | 48.76 | NC | NC     |
| 28                                          | Samuel Koppel      | Estonie     |        | 28 | 46.36 | NC | NC     |
| 29                                          | Marco Klepoch      | Slovaquie   |        | 29 | 44.81 | NC | NC     |
| 30                                          | Manuel Koll        | Autriche    |        | 30 | 43.56 | NC | NC     |

### Dames

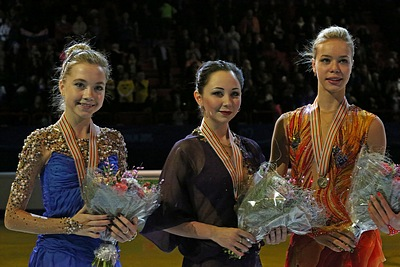
Podium des Dames

| 1                                             | Elizaveta Tuktamysheva | Russie      | 210.40 | 2  | 69.02 | 1  | 141.38 |
| 2                                             | Elena Radionova        | Russie      | 209.54 | 1  | 70.46 | 2  | 139.08 |
| 3                                             | Anna Pogorilaya        | Russie      | 191.81 | 3  | 66.10 | 3  | 125.71 |
| 4                                             | Joshi Helgesson        | Suède       | 169.07 | 6  | 59.55 | 4  | 109.52 |
| 5                                             | Viktoria Helgesson     | Suède       | 166.39 | 5  | 60.37 | 6  | 106.02 |
| 6                                             | Maé-Bérénice Meité     | France      | 156.47 | 7  | 55.84 | 9  | 100.63 |
| 7                                             | Angelina Kuchvalska    | Lettonie    | 156.37 | 17 | 49.28 | 5  | 107.09 |
| 8                                             | Roberta Rodeghiero     | Italie      | 154.52 | 11 | 51.79 | 7  | 102.73 |
| 9                                             | Nicole Schott          | Allemagne   | 153.63 | 9  | 52.03 | 8  | 101.60 |
| 10                                            | Laurine Lecavelier     | France      | 151.43 | 13 | 51.58 | 10 | 99.85  |
| 11                                            | Nicole Rajičová        | Slovaquie   | 149.44 | 8  | 53.78 | 12 | 95.66  |
| 12                                            | Nathalie Weinzierl     | Allemagne   | 148.78 | 15 | 50.80 | 11 | 97.98  |
| 13                                            | Anastasia Galustyan    | Arménie     | 147.18 | 12 | 51.78 | 14 | 95.40  |
| 14                                            | Eveline Brunner        | Suisse      | 143.97 | 10 | 52.00 | 15 | 91.97  |
| 15                                            | Eliska Brezinova       | Tchéquie    | 143.05 | 21 | 47.40 | 13 | 95.65  |
| 16                                            | Natalia Popova         | Ukraine     | 138.27 | 18 | 49.21 | 16 | 89.06  |
| 17                                            | Kerstin Frank          | Autriche    | 133.72 | 16 | 50.74 | 19 | 82.98  |
| 18                                            | Sonia Lafuente         | Espagne     | 131.60 | 20 | 48.53 | 18 | 83.07  |
| 19                                            | Aleksandra Golovkina   | Lituanie    | 131.47 | 23 | 45.01 | 17 | 86.46  |
| 20                                            | Fleur Maxwell          | Luxembourg  | 128.47 | 14 | 51.36 | 22 | 77.11  |
| 21                                            | Camilla Gjersem        | Norvège     | 128.10 | 22 | 46.82 | 20 | 81.28  |
| 22                                            | Gerli Liinamäe         | Estonie     | 124.31 | 24 | 44.46 | 21 | 79.85  |
| 23                                            | Elene Gedevanishvili   | Géorgie     | 122.88 | 19 | 49.20 | 23 | 73.68  |
| Abandon                                       | Kiira Korpi            | Finlande    |        | 4  | 60.60 |    |        |
| Patineuses éliminées après le programme court |                        |             |        |    |       |    |        |
| 25                                            | Birce Atabey           | Turquie     |        | 25 | 44.17 | NC | NC     |
| 26                                            | Karly Robertson        | Royaume-Uni |        | 26 | 43.91 | NC | NC     |
| 27                                            | Pernille Sorensen      | Danemark    |        | 27 | 43.60 | NC | NC     |
| 28                                            | Giada Russo            | Italie      |        | 28 | 43.13 | NC | NC     |
| 29                                            | Dasa Grm               | Slovénie    |        | 29 | 43.10 | NC | NC     |
| 30                                            | Helery Hälvin          | Estonie     |        | 30 | 43.10 | NC | NC     |
| 31                                            | Niki Wories            | Pays-Bas    |        | 31 | 42.52 | NC | NC     |
| 32                                            | Netta Schreiber        | Israël      |        | 32 | 42.45 | NC | NC     |
| 33                                            | Ivett Toth             | Hongrie     |        | 33 | 39.16 | NC | NC     |
| 34                                            | Micol Cristini         | Italie      |        | 34 | 38.43 | NC | NC     |
| 35                                            | Julia Sauter           | Roumanie    |        | 35 | 36.70 | NC | NC     |
| 36                                            | Daniela Stoeva         | Bulgarie    |        | 36 | 35.70 | NC | NC     |
| 37                                            | Janina Makeenka        | Biélorussie |        | 37 | 33.78 | NC | NC     |
| 38                                            | Agata Kryger           | Pologne     |        | 38 | 29.34 | NC | NC     |

### Couples
| Rang | Nom                                      | Pays        | Points | Programme court | Programme court | Programme libre | Programme libre |
| ---- | ---------------------------------------- | ----------- | ------ | --------------- | --------------- | --------------- | --------------- |
| 1    | Yuko Kavaguti / Alexandre Smirnov        | Russie      | 207.67 | 2               | 69.56           | 1               | 137.81          |
| 2    | Ksenia Stolbova / Fedor Klimov           | Russie      | 201.11 | 1               | 71.38           | 2               | 129.73          |
| 3    | Evgenia Tarasova / Vladimir Morozov      | Russie      | 183.02 | 5               | 57.13           | 3               | 125.89          |
| 4    | Valentina Marchei / Ondrej Hotarek       | Italie      | 175.39 | 4               | 57.95           | 4               | 117.44          |
| 5    | Vanessa James / Morgan Ciprès            | France      | 167.29 | 3               | 60.13           | 6               | 107.16          |
| 6    | Nicole Della Monica / Matteo Guarise     | Italie      | 155.77 | 8               | 48.43           | 5               | 107.34          |
| 7    | Mari Vartmann / Aaron Van Cleave         | Allemagne   | 155.27 | 6               | 54.36           | 7               | 100.91          |
| 8    | Miriam Ziegler / Severin Kiefer          | Autriche    | 136.80 | 9               | 43.79           | 8               | 93.01           |
| 9    | Caitlin Yankowskas / Hamish Gaman        | Royaume-Uni | 123.42 | 7               | 49.29           | 14              | 74.13           |
| 10   | Alessandra Cernuschi / Filippo Ambrosini | Italie      | 123.19 | 13              | 39.70           | 9               | 83.49           |
| 11   | Minerva Fabienne Hase / Nolan Seegert    | Allemagne   | 121.29 | 11              | 42.13           | 10              | 79.16           |
| 12   | Amani Fancy / Christopher Boyadji        | Royaume-Uni | 118.92 | 12              | 41.13           | 12              | 77.79           |
| 13   | Elizaveta Makarova / Leri Kenchadze      | Bulgarie    | 117.65 | 14              | 39.00           | 11              | 78.65           |
| 14   | Maria Paliakova / Nikita Bochkov         | Biélorussie | 117.52 | 10              | 42.58           | 13              | 74.94           |

### Danse sur glace
| 1                                               | Gabriella Papadakis / Guillaume Cizeron     | France      | 179.97 | 1  | 71.06 | 1  | 108.91 |
| 2                                               | Anna Cappellini / Luca Lanotte              | Italie      | 171.52 | 3  | 69.63 | 2  | 101.89 |
| 3                                               | Aleksandra Stepanova / Ivan Bukin           | Russie      | 160.95 | 4  | 64.95 | 3  | 96.00  |
| 4                                               | Elena Ilinykh / Ruslan Zhiganshin           | Russie      | 159.83 | 2  | 69.94 | 8  | 89.89  |
| 5                                               | Sara Hurtado / Adrià Díaz                   | Espagne     | 155.81 | 6  | 62.59 | 4  | 93.22  |
| 6                                               | Charlene Guignard / Marco Fabbri            | Italie      | 154.61 | 7  | 62.10 | 5  | 92.51  |
| 7                                               | Nelli Zhiganshina / Alexander Gazsi         | Allemagne   | 152.57 | 8  | 61.98 | 7  | 90.59  |
| 8                                               | Federica Testa / Lucas Csolley              | Slovaquie   | 150.57 | 5  | 62.91 | 10 | 87.66  |
| 9                                               | Laurence Fournier Baudry / Nikolaj Sorensen | Danemark    | 150.53 | 9  | 61.69 | 9  | 88.84  |
| 10                                              | Ksenia Monko / Kirill Khaliavin             | Russie      | 149.29 | 11 | 58.34 | 6  | 90.95  |
| 11                                              | Alexandra Nazarova / Maxim Nikitin          | Ukraine     | 139.02 | 12 | 54.66 | 11 | 84.36  |
| 12                                              | Alisa Agafonova / Alper Ucar                | Turquie     | 137.47 | 13 | 53.27 | 12 | 84.20  |
| 13                                              | Irina Shtork / Taavi Rand                   | Estonie     | 132.18 | 14 | 52.01 | 13 | 80.17  |
| 14                                              | Natalia Kaliszek / Maksim Podirev           | Pologne     | 131.13 | 15 | 51.69 | 14 | 79.44  |
| 15                                              | Karolina Moscheni / Adam Lukacs             | Hongrie     | 127.43 | 16 | 51.44 | 16 | 75.99  |
| 16                                              | Allison Reed / Vasili Rogov                 | Israël      | 125.38 | 17 | 49.74 | 17 | 75.64  |
| 17                                              | Cortney Mansour / Michal Ceska              | Tchéquie    | 124.51 | 19 | 47.33 | 15 | 77.18  |
| 18                                              | Barbora Silna / Juri Kurakin                | Autriche    | 124.46 | 18 | 49.27 | 18 | 75.19  |
| 19                                              | Olesia Karmi / Max Lindholm                 | Finlande    | 121.29 | 20 | 46.98 | 19 | 74.31  |
| Abandon                                         | Penny Coomes / Nicholas Buckland            | Royaume-Uni |        | 10 | 60.16 |    |        |
| Couples de danse éliminés après la danse courte |                                             |             |        |    |       |    |        |
| 21                                              | Jennifer Urban / Sevan Lerche               | Allemagne   |        | 21 | 43.07 | NC | NC     |
| 22                                              | Celia Robledo / Luis Fenero                 | Espagne     |        | 22 | 42.89 | NC | NC     |
| 23                                              | Misato Komatsubara / Andrea Fabbri          | Italie      |        | 23 | 42.83 | NC | NC     |
| 24                                              | Taylor Tran / Saulius Ambrulevičius         | Lituanie    |        | 24 | 42.72 | NC | NC     |
| 25                                              | Viktoria Kavaliova / Yurii Bieliaiev        | Biélorussie |        | 25 | 42.40 | NC | NC     |
| 26                                              | Olga Jakushina / Andrey Nevskiy             | Lettonie    |        | 26 | 40.40 | NC | NC     |
| 27                                              | Tatiana Kozmava / Aleksandr Zolotarev       | Géorgie     |        | 27 | 40.20 | NC | NC     |
| 28                                              | Cécile Postiaux / Richard Postiaux          | Belgique    |        | 28 | 37.37 | NC | NC     |
| 29                                              | Katarina Paice / Youri Emerenko             | Suisse      |        | 29 | 30.32 | NC | NC     |
| Forfait                                         | Olivia Smart / Joseph Buckland              | Royaume-Uni |        | NC | NC    | NC | NC     |